# Rio Lobo
Rio Lobo é um filme estadunidense de 1970, do gênero faroeste, dirigido por Howard Hawks. É o terceiro filme da trilogia do diretor que enfoca xerifes enfrentando situações de grande perigo. Os outros são Rio Bravo (1959) e El Dorado (1966), todos estrelados por John Wayne.

## Elenco
- John Wayne...Coronel Cord McNally
- Jorge Rivero...Capitão Pierre Cordona apelido "Frenchy"
- Jennifer O'Neill...Shasta Delaney
- Christopher Mitchum...Sargento Tuscarora Phillips
- Jack Elam...Phillips
- Victor French...Ike Gorman/Ketcham
- Susana Dosamantes...María Carmen
- Sherry Lansing...Amelita
- David Huddleston...Dr. Ivor Jones – Dentista
- Mike Henry...xerife de Rio Lobo "Blue Tom" Hendricks
- Bill Williams...Blackthorne xerife Pat Cronin
- Jim Davis...ajudante de Rio Lobo
- Robert Donner...ajudante Whitey Carter
- Hank Worden...Hank – gerente do hotel
- Peter Jason...tenente Ned Forsythe
- Edward Faulkner...tenente Harris
- Chuck Courtney...Chuck
- Robert Rothwell...3º Pistoleiro
- George Plimpton...4º Pistoleiro

## Sinopse
Durante a Guerra de Secessão dos Estados Unidos, coronel Cord McNally sai no encalço de dois traidores e é aprisionado pelos soldados sulistas que dele se servem para atravessar as linhas inimigas. Terminada a guerra, ele encontra os dois homens em Rio Lobo aterrorizando os habitantes da cidade.